# Флиттен, Зинта
Зинта Флиттен (англ. Zinta Flitten, 12 октября 1979) — норфолкская легкоатлетка, выступающая в беге на короткие дистанции, барьерном беге, метании копья и молота и толкании ядра. Многократная рекордсменка Острова Норфолк.

## Биография
Зитта Флиттен родилась 12 октября 1979 года.
В 1995 году установила рекорд Острова Норфолк в толкании ядра — 10,92 метра, в 1997 году в барьерном беге на 100 метров — 18,00 секунды и на 400 метров —1 минута 14,88 секунды, в 2000 году в метании копья — 35,42 метра. В 1995 году, выступая вместе с Вирджинией Кристиан-Бэйли, Элис Дональдсон и Джоди Маккой, побила рекорд Норфолка в эстафете 4х100 метров — 54,7 секунды. Все пять достижений оставались непобитыми к 2018 году.
Была обладательницей рекордов Норфолка в спринте. Достижение Флиттен в беге на 100 метров (12,94 секунды) держалось в 1995—2017 годах, в беге на 200 метров (26,29) — в 1997—2017 годах. Оба рекорда победила Таянита Робертсон на чемпионате Океании по лёгкой атлетике в Суве.
В 1998 году заняла 8-е место на юниорском чемпионате Австралии в метании копья.

## Личные рекорды
- Бег на 100 метров — 12,94 (февраль 1995, Окленд)[2]
- Бег на 200 метров — 26,29 (22 марта 1997, Гастингс)[2]
- Эстафета 4х100 метров — 54,7 (19 мая 1995, Миддлгейт)[2]
- Бег на 100 метров с барьерами — 18,00 (25 января 1997, Окленд)[2]
- Бег на 400 метров с барьерами — 1.14,88 (15 ноября 1997, Окленд)[2]
- Метание копья — 35,42 (9 декабря 2000, Миддлгейт)[2]
- Метание молота — 18,06 (1997, Окленд)
- Толкание ядра — 10,92 (январь 1995, Окленд)[2]